# Byčinec
Byčinec je přírodní památka v okrese Frýdek-Místek. Nachází se na zvlněných, k severozápadu ukloněných svazích hraničního hřebene Moravskoslezských Beskyd, asi 1,2 km severozápadně od kóty Polomka (983 m). Důvodem ochrany je mokřadní louka s bohatým bylinným porostem.

## Flóra
Na území PP se vyskytuje mnoho vzácných a chráněných druhů rostlin zejména z čeledi vstavačovitých jako je např. prstnatec májový (Dactylorhiza majalis), prstnatec Fuchsův pravý (Dactylorhiza fuchsii subsp. fuchsii) kruštík bahenní (Epipastis palustris).

## Fauna
PP je významným útočištěm plazů a obojživelníků. Vyskytuje se zde ještěrka obecná (Lacerta agilis), zmije obecná (Vipera berus), čolek horský (Triturus alpestris), čolek obecný (Triturus vulgaris), skokan hnědý (Rana temporaria) a kuňka žlutobřichá (Bombina variegata).